# Комишуваха (Краматорський район)
Комишува́ха — селище Краматорської міської громади Краматорського району Донецької області.

## Географічне положення
Знаходиться за 6 км від гирла річки Комишуваха (притоки річки Казенний Торець) та смт Малотаранівка, за 95 км від Донецька. Відстань до райцентру становить близько 22 км і проходить переважно автошляхом Н20.

## Населення

### Мова
Розподіл населення за рідною мовою за даними перепису 2001 року:
| Мова            | Кількість | Відсоток |
| --------------- | --------- | -------- |
| українська      | 255       | 48.20%   |
| російська       | 232       | 43.86%   |
| інші/не вказали | 42        | 7.94%    |
| Усього          | 529       | 100%     |

За даними перепису 2001 року населення селища становило 529 осіб, із них 48,20 % зазначили рідною мову українську, 43,86 % — російську.

## Економіка
- СФГ «Гея»

## Об'єкти соціальної сфери
- крамниця
- кафе
- Гостьовий центр

## Цікаві
- Візит-центр Краматорського регіонального ландшафтного парку
- Міні-зоопарк
- Лебедине озеро